# Иустин (Вишневский)
Епи́скоп Иусти́н (в миру Иван Фёдорович Вишне́вский; 1748 или 1751, Михайловский уезд, Переяслав-Рязанская провинция, Московская губерния — 31 января 1826) — архиерей Русской православной церкви, епископ Пермский и Екатеринбургский.

## Биография
Родился в 1748 году в селе Сергиевское Михайловского уезда Переяслав-Рязанской провинции Московской губернии.
Окончил Рязанскую духовную семинарию, оставлен в ней учителем.
В 1773 году пострижен в монашество.
В 1775 году назначен законоучителем в Инженерный кадетский корпус. Обучал греков, приглашённых в Россию, русскому языку.
В 1783 году определён к миссии в Венецию. В 1799 году вернулся в Россию.
4 августа 1799 года возведён в сан архимандрита Иосифо-Волоколамского монастыря и назначен членом духовной комиссии в Москве.
19 декабря 1799 года перемещён на должность настоятеля в Валдайский Иверский монастырь.
25 марта 1800 года хиротонисан во епископа Свияжского, викария Казанской епархии.
В 1801 году свидетельствовал и открывал мощи свят. Иннокентия Иркутского.
В 1802 году посвящён в епископа Пермского. В течение двадцатилетнего управления епархией заботился о распространении христианских идей в народе, устроил духовную семинарию, построил в Перми кафедральный собор и содействовал основанию в Екатеринбурге общежительной женской обители (1811).
18 ноября 1806 года был награждён орденом Святой Анны 1-й степени.
В 1822 году в Пермской епархии епископом Вятским и Слободским Амвросием проводилась ревизия, поводом к которой стал конфликт между Иустином и секретарём Пермской духовной консистории Григорием Мышкиным. По результатам ревизии Мышкин был уволен, а Иустин 31 мая 1823 года отправлен покой с пенсией в 1000 рублей.
2 октября 1824 года епископа посетил император Александр I.
Скончался 31 января 1826 года. Был похоронен 5 февраля 1826 года под алтарём кафедрального собора, в усыпальнице архиереев.

## Сочинения
- «Славянская грамматика, сочиненная при Российском министерстве в Венеции иером. Иустином» (рукопись).
- «Увещание к пастве о привитии оспы».
- «Увещание к христианам Пермской епархии по тому случаю, что многие тысячи из них не исповедоваются и не причащаются».
- «Увещание к пастырям и пасомым по случаю голода в пяти зауральских уездах в 1818 году».